# Isla Campbell (Canadá)
Isla Campbell es una isla en la provincia canadiense de Columbia Británica, ubicada al oeste de la isla de Denny y al norte de la isla Hunter, cerca Milbanke Sound. Los Pasaje Interior vías navegables de Lama Pass y Seaforth Canal se reúnen en el extremo norte de la isla Campbell.
Las comunidades indígenas Heiltsuk de Bella Bella y Campbell Island, al norte de Bella Bella, se encuentran en la Isla Campbell. Se cree que la misma ubicación había estado Fort McLoughlin, una oficina de la Compañía de la Bahía de Hudson en los días del Comercio marítimo de pieles, con el nombre McLoughlin Bay ya atribuida a la bahía y un lago y un arroyo, al sur de donde el asentamiento de Bella Bella está hoy (la antigua Bella Bella estaba en la cercana isla de Denny).
Isla Campbell fue nombrado probablemente por el capitán Pender durante sus estudios de la zona en 1866-1869, probablemente por un Dr. Campbell por quien también nombró Campbell Point, en Loughborough Inlet, y Campbell River El Dr. Samuel Campbell era el cirujano del barco a bordo del HMS Plumper 1857-1861.